# Sinosquilla hispida
Sinosquilla hispida is een bidsprinkhaankreeftensoort uit de familie van de Eurysquillidae. De wetenschappelijke naam van de soort is voor het eerst geldig gepubliceerd in 1978 door Liu & Wang.